# FENIX (Museum)
FENIX ist ein Museum für zeitgenössische Kunst, das sich mit dem Thema Migration beschäftigt. Untergebracht in einem historischen Lagerhaus in Rotterdam, Niederlande, wurde es am 16. Mai 2025 eröffnet. Sammlungsleiterin ist Hanneke Mantel.

## Geschichte
Das Fenix wurde von der 2016 errichteten Stiftung Droom en Daad gegründet. Sie wird vom früheren Direktor des Rijksmuseums, Wim Pijbes, geleitet. Der Name Fenix (deutsch: Phönix) bezieht sich auf den Bestandsbau, eine Lagerhalle, die im Zweiten Weltkrieg und durch einen Brand zerstört und danach wiederaufgebaut wurde. Bildlich gesprochen, ist das Gebäude aus der Asche auferstanden.

## Gebäude und Architektur
Ma Yansong, Gründer des chinesischen Architekturstudio MAD Architects, hat das Museum entworfen. Dazu wurde der historische Bau grundlegend saniert, umgebaut und um eine weit sichtbare, begehbare Spiralform aus Edelstahl ergänzt. Die Sanierungsarbeiten leitete das Rotterdamer Bureau Polderman.

### Historisches Gebäude
Das Museum befindet sich auf der Halbinsel Katendrecht und erstreckt sich über 16.000 Quadratmeter. Das ursprüngliche Lagerhaus entstand 1923 nach Entwürfen von Cornelis Nicolaas van Goor und war damals als San-Francisco-Lagerhaus bekannt. Vor allem die Holland-America Line nutzte das Gebäude zum Lagern und Verladen von Waren. Deutsche Luftangriffe zerstörten 1940 Teile des Gebäudes, weitere Bereiche brannten 1948 ab. Der Wiederaufbau erfolgte in zwei getrennten Gebäudekomplexen: Fenixloods I und Fenixloods II.
Der Bau wurde als besonders geeigneter Standort für das Museum gehalten, da er sich in einem Areal des Hafens befindet, von dem aus seit dem Ende des 19. Jahrhunderts bis nach dem Zweiten Weltkrieg Millionen Menschen per Schiff vor allem nach Amerika transportiert wurden. Eine ähnlich hohe Zahl erreichte die Niederlande und damit Europa im selben Zeitraum über den Rotterdamer Hafen.

### "Tornado"
Das Zentrum des sanierten Gebäudes bildet eine Treppe in Form einer Doppelhelix. Sie hat eine Länge von 550 Metern und windet sich vom Erdgeschoss bis auf das Dach. Von dort haben Besucher einen Rundum-Blick über den Hafen. Laut Architekt Ma Yansong steht sie dafür, dass das Gebäude Zeuge der Migration im Hafen war und für die Zukunft der Stadt Rotterdam. Die Treppe lässt verschiedene Routen zum Dach zu, es gibt unerwartete Richtungswechsel und sich verändernde Perspektiven. Auch dies soll ein Verweis auf den Weg, den Migranten bewältigen, sein.

## Sammlung und Ausstellungen
Das Museum eröffnete mit mehreren Ausstellungen:
- All Directions: Art That Moves You zeigt 150 Werke aus der Sammlung des Museums: Stücke unter anderem von Francis Alÿs, Cornelia Parker, Do Ho Suh, Omar Imam und Hana El-Sagini. Sie wurden in den fünf Jahren vor der Eröffnung des Museums erworben.
- The Family of Migrants: Die Ausstellung zeigt 194 Fotografien aus aller Welt, die das Thema Migration auffächern. Inspiriert wurde sie von Edward Steichens Ausstellung Family of Man, die zuerst 1955 im Museum of Modern Art in New York City gezeigt wurde und danach in vielen weiteren Städten weltweit.[4]
- Koffer-Labyrinth: Über mehrere Jahre hinweg hat das Museum rund 2.000 Reisekoffer aus aller Welt erworben. Die Geschichten der vormaligen Besitzer erzählt ein Audioguide.[10]

### Einzelstücke
Neben den Werken zeitgenössischer Künstler zeigt das Fenix historische Stücke, die das Thema Migration illustrieren. Darunter ein Element der Berliner Mauer, ein Boot, in dem Geflüchtete Europa erreichten, oder einen Nansen-Pass, ein Reisedokument für staatenlose Menschen in der Zeit nach dem Ersten Weltkrieg.

## Pädagogische und kulturelle Angebote
Plein (deutsch: Quadrat) nennt sich der Eingangsbereich des Museums. Er ist als öffentlicher Raum angelegt, der kostenfrei allen Interessierten zugänglich ist. Dort kann man verweilen, Sport machen, es gibt einen Kiosk und WLAN. Ein vielfältiges kulturelles Programm soll gemeinsam mit den Bewohnern der Stadt kuratiert werden.